# پستانداردندان
پستانداردندان (نام علمی: Mammalodon) نام یک سرده از تیره پستانداردندانان است.